# Victor Bétolaud
Pour les articles homonymes, voir Bétolaud.
Victor-André-Raymond Bétolaud, né le 27 juillet 1803 à Paris, ville où il est mort le 8 février 1879, est un grammairien et traducteur français du XIXe siècle.

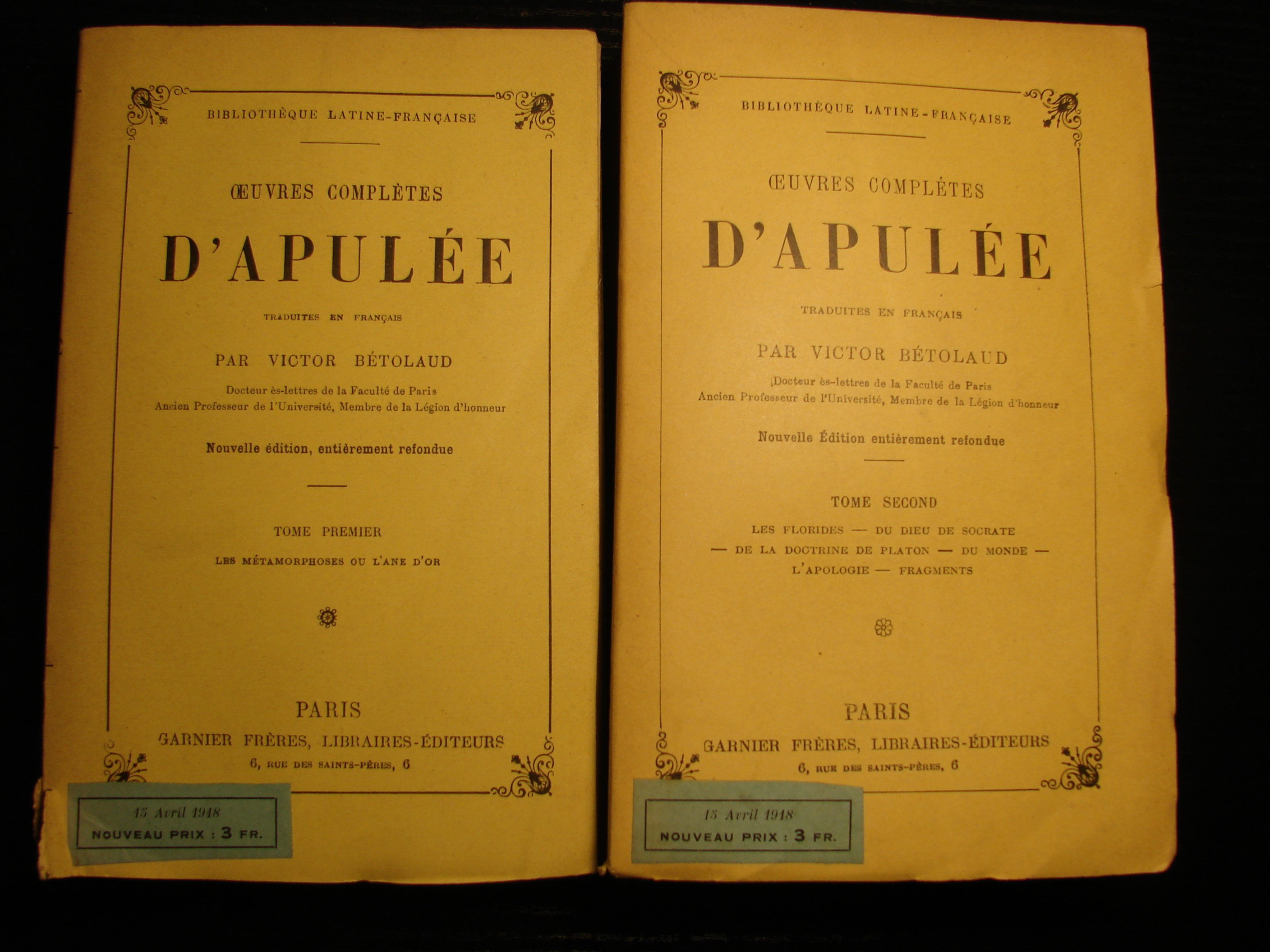
Apulée, Œuvres complètes, Bibliothèque latine-française, éd. Garnier frères, Paris, 1862.

## Biographie
Victor Bétolaud est docteur ès-lettres de la faculté de Paris. Il enseigne au lycée Charlemagne et à l'université. Il est chevalier de la Légion d'honneur. Sa première traduction concerne, en 1862, les Œuvres complètes d'Apulée. En 1864, il publie une traduction des comédies de Térence, contenant L'andrienne, L'Hécyre (ou la belle-mère), L'Héautontimoruménos, L'Eunuque, Le phormion et Les adelphes. En 1870, paraissent les cinq tomes des Œuvres morales et œuvres diverses de Plutarque. Il meurt le 8 février 1879 en son domicile au no 114 rue de Grenelle dans le 7e arrondissement de Paris, et, est inhumé au cimetière du Montparnasse (7e division).

## Descendance
Victor Bétolaud est un cousin de l'avocat Alexandre Bétolaud, né le 14 janvier 1828, lui-même grand-père du député et ministre Robert Bétolaud.

## Décorations
- Chevalier de la Légion d'honneur en 1849[4]

### Œuvres
- Apulée, éd. Panckoucke, 1835.
- Traité élémentaire de l'accentuation grecque, éd. Hachette, 1837.

### Traductions
- Apulée, Œuvres complètes, Bibliothèque latine-française, éd. Garnier frères, Paris, 1862.

Tome 1.
Tome 2, 630 p.
- Térence, Les comédies, éd. Garnier frères, couverture cartonnée, dos 5 nerfs, dorure, 18,5 cm × 12,5 cm, 687 g, 706 p., Paris, 1864.
- Plutarque, Œuvres complètes - Œuvres morales et œuvres diverses traduites en français, 5 tomes.

Tome 1, éd. Librairie de L. Hachette et Cie, Paris, 593 p., 1870.
Réédition : éd. BookSurge Publishing, broché, 724 p., 8 avril 2002,  (ISBN 1421236745 et 978-1421236742).

### Révisions
- Les auteurs grecs expliqués d'après une méthode nouvelle par deux traductions françaises, éd. Librairie de L. Hachette et Cie, Paris, 340 p., 1863.